# Callicore (astronomia)
Callicore, (dal greco Καλλιχόρη) o Giove XLIV, è un satellite naturale del pianeta Giove. 

## Scoperta
È stato scoperto nel 2003 da una squadra di astronomi dell'Università delle Hawaii guidata da Scott S. Sheppard, e ha ricevuto la designazione provvisoria S/2003 J 11.

## Denominazione
Ha ricevuto la denominazione ufficiale nel marzo 2005 in riferimento alla ninfa Callicore, nella mitologia greca a volte considerata una delle muse, figlia di Zeus. Tuttavia è meglio conosciuta come una delle Nisiadi, ninfe nutrici di Dioniso.

## Caratteristiche
Callicore è caratterizzato da un movimento retrogrado ed appartiene al gruppo di Carme, composto da satelliti retrogradi ed irregolari che orbitano attorno a Giove ad una distanza compresa fra i 23 e 24 milioni di chilometri, con un'inclinazione orbitale pari a circa 165°.

## Parametri orbitali
Callicore ha un diametro di circa 2 km. Orbita attorno a Giove in 717,806 giorni, a una distanza media di 23,112 milioni di km, con un'inclinazione di 165° rispetto all'eclittica (164° rispetto al piano equatoriale di Giove), con moto retrogrado e un'eccentricità orbitale di 0,2042. 